# Waconia
Waconia város az USA Minnesota államában, Carver megyében. Lakosainak száma 13 033 fő (2020. április 1.).

## Népesség
A település népességének változása:

| 2010 | 10 697 |
| 2020 | 13 033 |